# グウィネズ統監
グウィネズ統監（グウィネズとうかん、英語: Lord Lieutenant of Gwynedd）は、イギリスの官職。統監の1つで、グウィネズを担当する。1972年地方行政法でイングランドおよびウェールズの地方自治体再編が行われ、同法第218(1)条によりグレーター・ロンドンおよび各都市・非都市カウンティに統監が1人ずつ任命されることとなった。同法でアングルシー、カーナーヴォンシャー、メリオネスシャーがグウィネズに統合されたため、1974年の同法施行とともにグウィネズ統監が任命された。

## 一覧
- 1974年4月1日 – 1983年：第13代準男爵サー・リチャード・ウィリアムズ＝バークリー[3]
  - アングルシー統監（英語版）より続投[2]
- 1983年11月9日 – 1989年：第7代アングルシー侯爵ヘンリー・パジェット（英語版）[3]
- 1990年3月5日 – 1999年：リチャード・エリス・ミューリック・リース[3]
- 2000年2月24日 – 2005年10月21日：エリック・サンダーランド（英語版）[3][4]
- 2006年5月1日 – 2014年4月16日：ヒュー・モーガン・ダニエル[4][5]
- 2014年4月16日 – ：エドマンド・シーモア・ベイリー[5]